# Kurzras

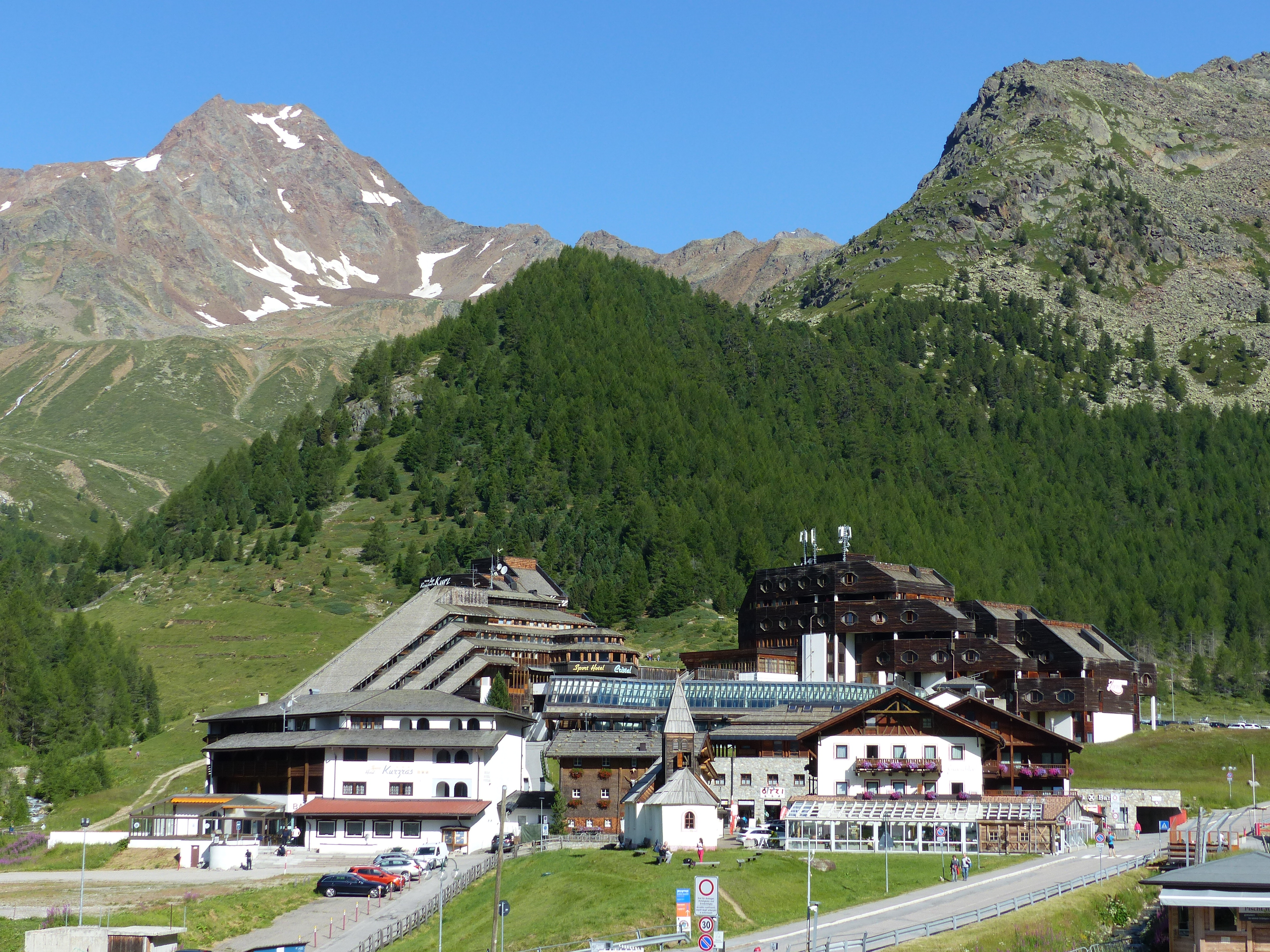
Kurzras: Gesamtansicht

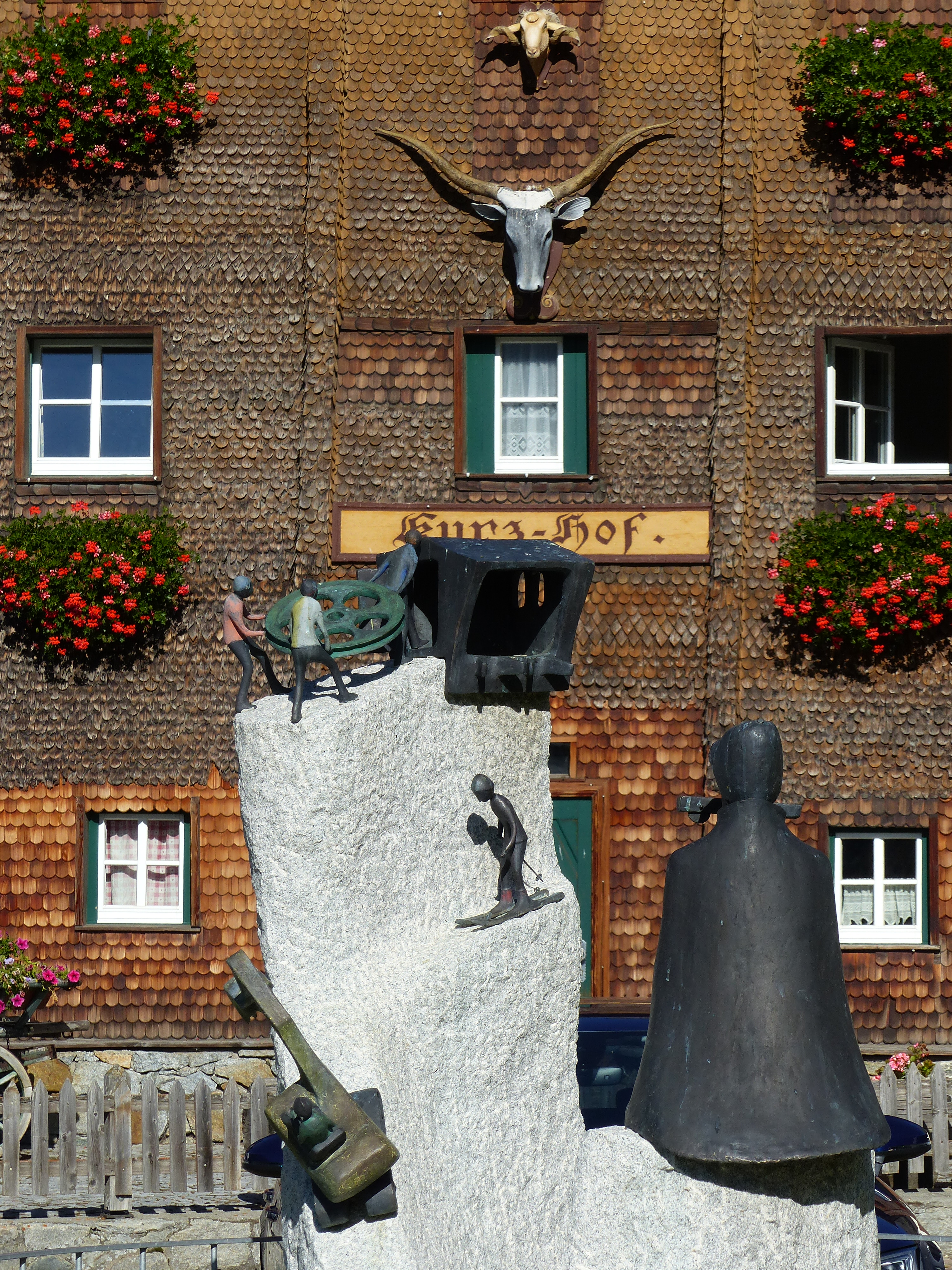
Denkmal für Leo Gurschler mit Kurz-Hof

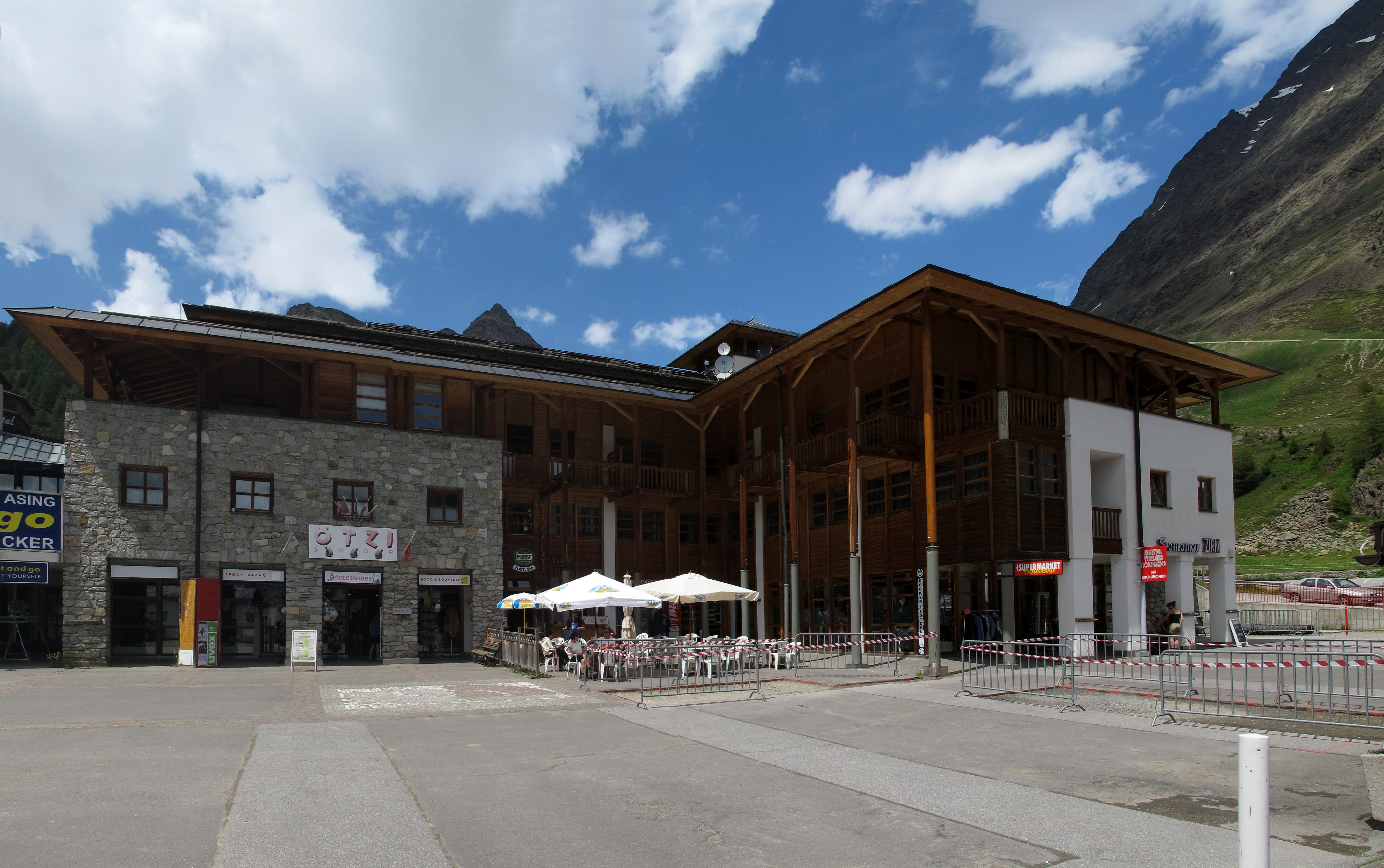
Hauptplatz mit „Ötzi-Supermarkt“

Kurzras (italienisch Maso Corto) in Südtirol ist eine Fraktion der Gemeinde Schnals und liegt am hinteren Ende des Schnalstals (italienisch Val Senales). Es ist mit 2011 m der am höchsten gelegene Ort im Tal.

## Geschichte
Das älteste erhaltene Gebäude in Kurzras ist der historische Kurz-Hof (erstmals urkundlich erwähnt etwa um 1300, als „Churtz in Chortscharaus“). Die Geschichte des Ortes ist eng verknüpft mit der Familie Gurschler, die diesen Hof seit etwa 1820 über viele Generationen bewirtschaftete. So baute Serafin Gurschler ab 1886/90 eine Hütte dort, wo heute die Schöne-Aussicht-Hütte steht, und legte von Kurzras einen Weg dorthin an. Sein Sohn Hermann betrieb die Hütte weiter. 1953 wurde eine Seilbahn von Kurzras dorthin erbaut. Von Serafin Gurschler wurde 1895 auch die heute noch erhaltene Kapelle errichtet oder zumindest in Auftrag gegeben. Sein nächstes Bauvorhaben war 1899 der Bau des Vorgängers der heutigen Similaunhütte.
Obwohl es Alpinismus und Skilaufen in bescheidenem Umfang bereits seit dem Ende des 19. Jahrhunderts gegeben hatte, war es letztlich Leo Gurschler, der beginnend in den 1960er-Jahren die ersten Lifte im „hinteren Kurzras“ bauen ließ und sich damit über bestehende Pläne hinwegsetzte, ein Skigebiet im „unteren Kurzras“ oberhalb der Gerstgrashöfe zu erschließen. Aus dieser Zeit stammt auch das heutige Sporthotel.
Nachdem 1968 der Lazaunlift und 1970 der Glockenlift eingeweiht worden waren, wurde im Jahre 1975 schließlich mit der Schnalstaler Gletscherbahn auf die Grawand der Hochjochferner als Skigebiet erschlossen.
Am 1. September 2007 wurde zu Ehren des letzten Kurzras-Bauern Leo Gurschler, der 1983 nach einem Bankrott Suizid begangen hatte, ein Denkmal für seine Pioniertätigkeit beim Seilbahnbau errichtet. Das Werk aus Granit und Bronze wurde von Martin Rainer und Sohn Josef geschaffen und befindet sich vor der Kapelle.

### Name
Neben dem obigen Schriftzeugnis gibt es einen Stiftbrief des Schnalser Kartäuserordens aus dem Jahr 1326, in dem steht: „curia de dicto Miserchortzeras, quae prior dicta est Geroldi“ (deutsch ‚das Gehöft des sogenannten Miserchortzeras, das vorher ‹des Gerolds› genannt wurde‘). Miser könnte die Anrede des Hofinhabers (lateinisch monseniore ‚Herr‘) sein, chort ein Wort für „Hof“ (lateinisch cohors) und zeras könnte eventuell Kirschen bedeuten (lateinisch cerasum). Der Ortsname wäre damit also als „(Herr) Kerschbaumer-Hof“ deutbar. Da es in Kurzras nie Kirschen gab, müsste der Name allerdings von woanders hergebracht und auf den ursprünglich anders benannten Hof in Kurzras übertragen worden sein.
Im Laufe der Zeit wurde *Chortzeras zu Kurzras eingedeutscht.

## Wirtschaft

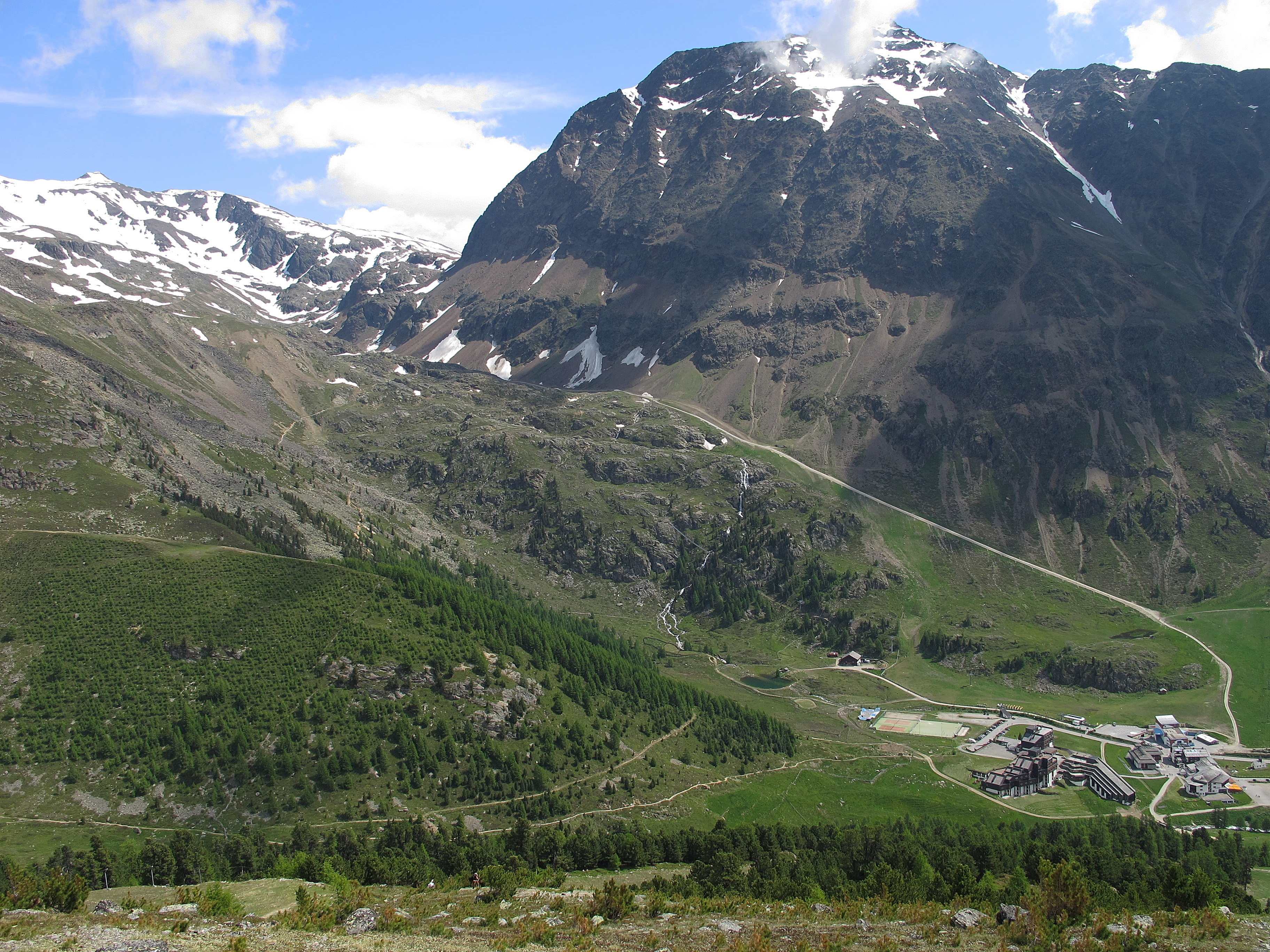
Blick auf Kurzras und zum Hochjoch

Weil sich Tourismus stets in Grenzen gehalten hat, ist der Ort relativ übersichtlich geblieben. Dennoch finden sich mit Ausnahme des Kurz-Hofs und einer Kapelle aus dem späten 19. Jahrhundert keine historischen Gebäude, sondern hauptsächlich Hotels im Stil der 1970er-Jahre. Geboten werden heute neben typischen Arten von Wintersport auch viele Möglichkeiten zum Bergwandern, Schwimmen und Skateboarden. Der Sommerskibetrieb auf dem Hochjochferner fand 2012 letztmals statt und wurde anschließend wegen des Gletscherrückgangs und des hohen finanziellen Aufwands eingestellt.

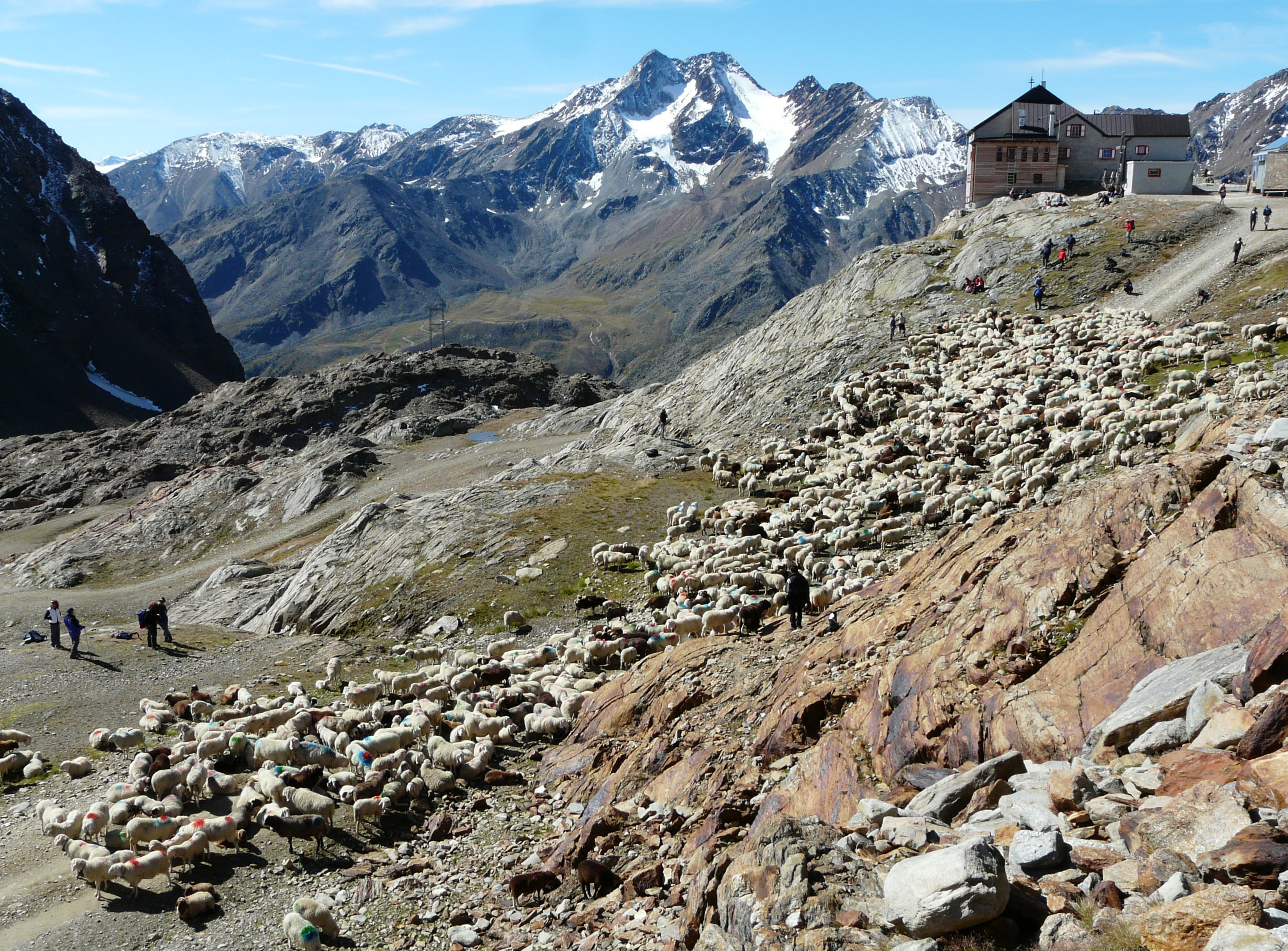
Schaftrieb nach Kurzras am Hochjoch mit Schöne-Aussicht-Hütte

Seit dem Fund einer steinzeitlichen Gletschermumie, des sogenannten „Ötzi“, steht Kurzras, wie viele andere Orte in der Gegend, ganz im Zeichen dieses „Mannes aus dem Eis“. Neben diversen Andenken wie etwa Plastikfiguren gibt es einen Ötzi-Shop, einen Ötzi-Supermarkt, den Ötzi-Rope-Park, den Ötzilino Kinderclub und eine Ötzi-Showgalerie. 
Neben dem Tourismus wird auch etwas Landwirtschaft betrieben. In Kurzras beginnt Mitte Juni der Schafübertrieb über das Hochjoch ins österreichische Ötztal. Im September kehren die Schafe zurück, wofür das Almabtrieb-Dorffest veranstaltet wird.

## Sehenswertes
- Schnalstaler Gletscherbahn
- Historischer Kurzhof („Kurz-Hof“)
- Kapelle zur Heiligen Familie aus dem Jahr 1895 (davor steht das Denkmal für Leo Gurschler)
- Wanderweg zur Schöne-Aussicht-Hütte

## Bildergalerie

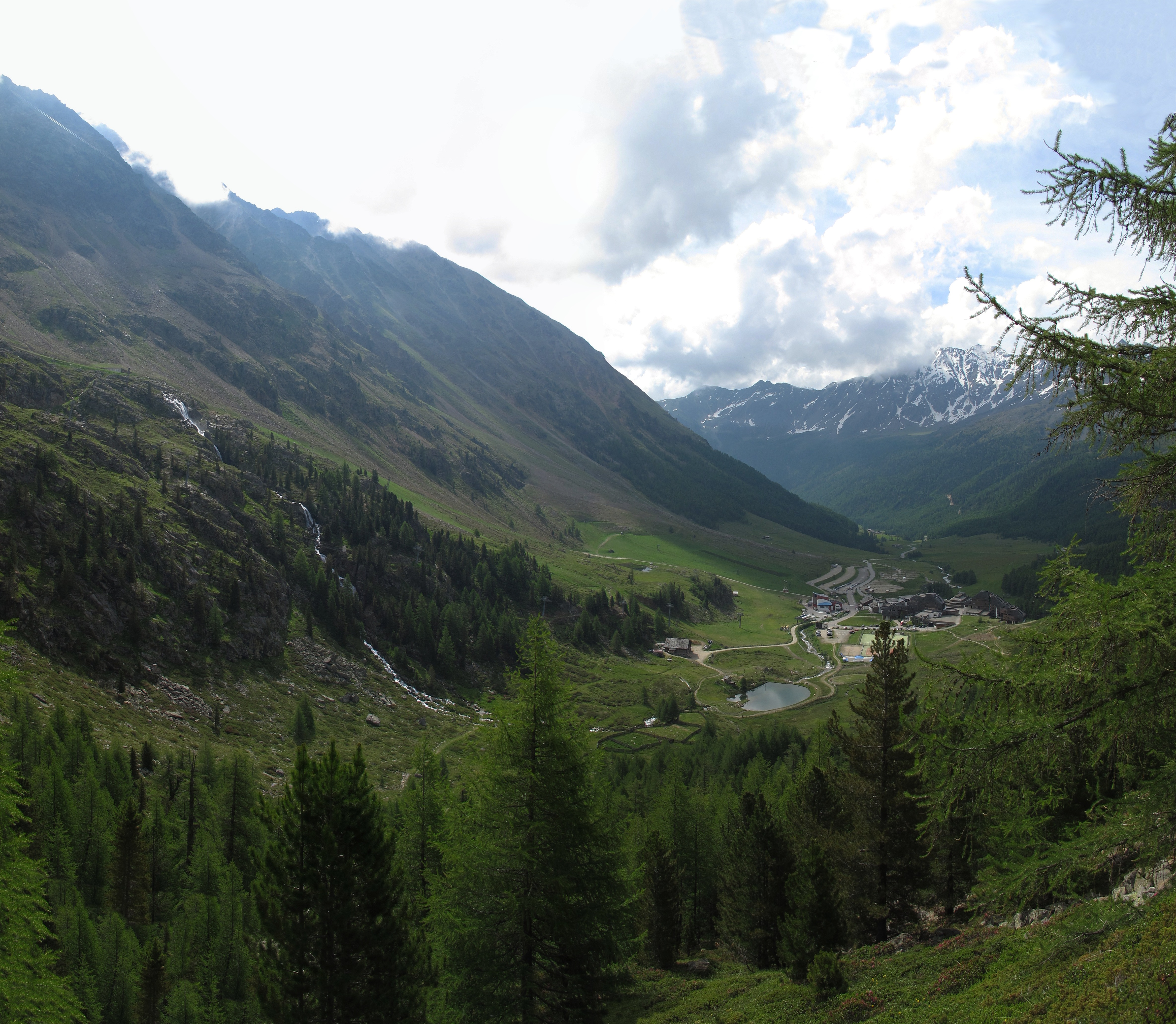
Kurzras von oben
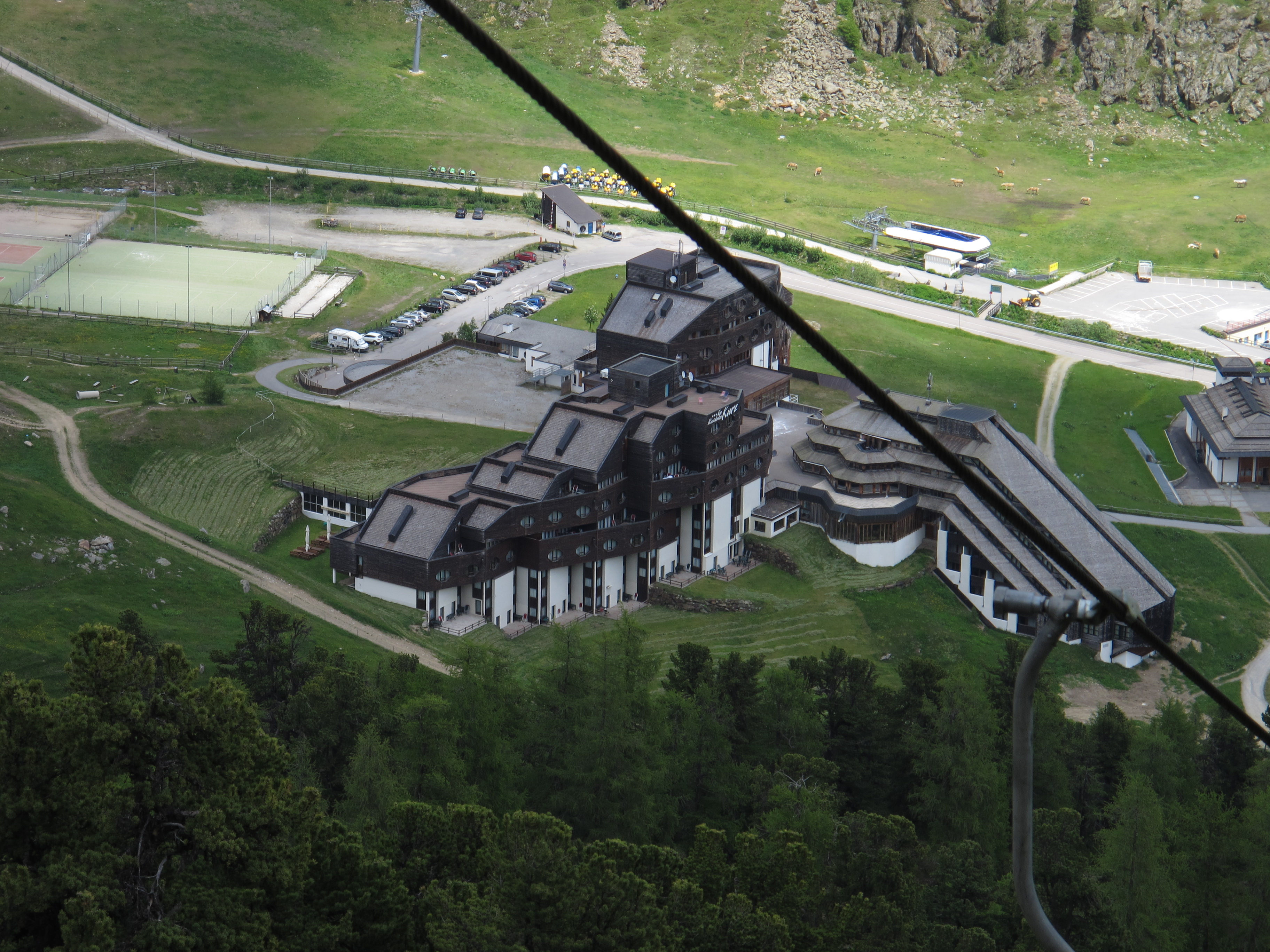
Sporthotel
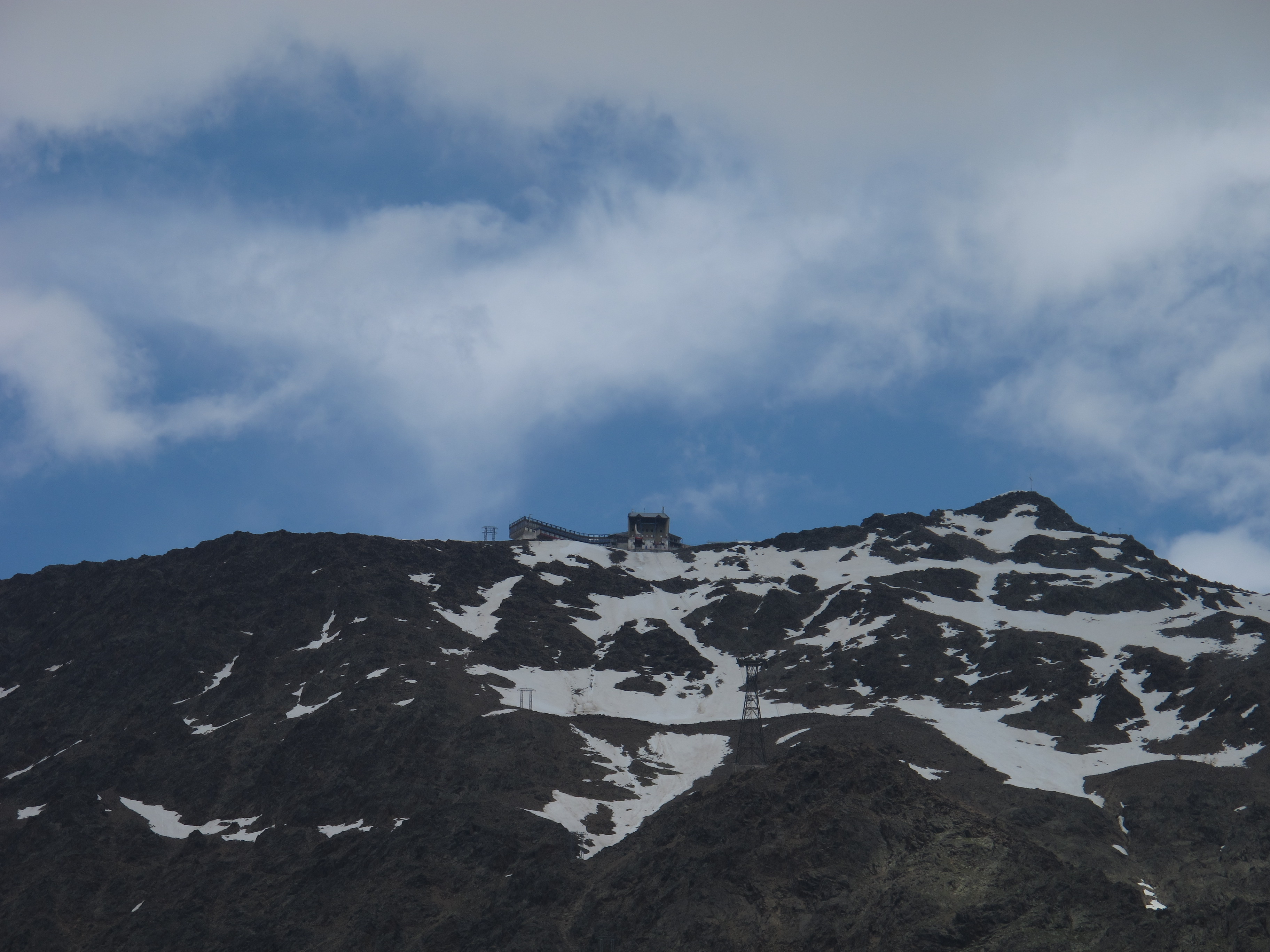
Bergstation der Gletscherbahn
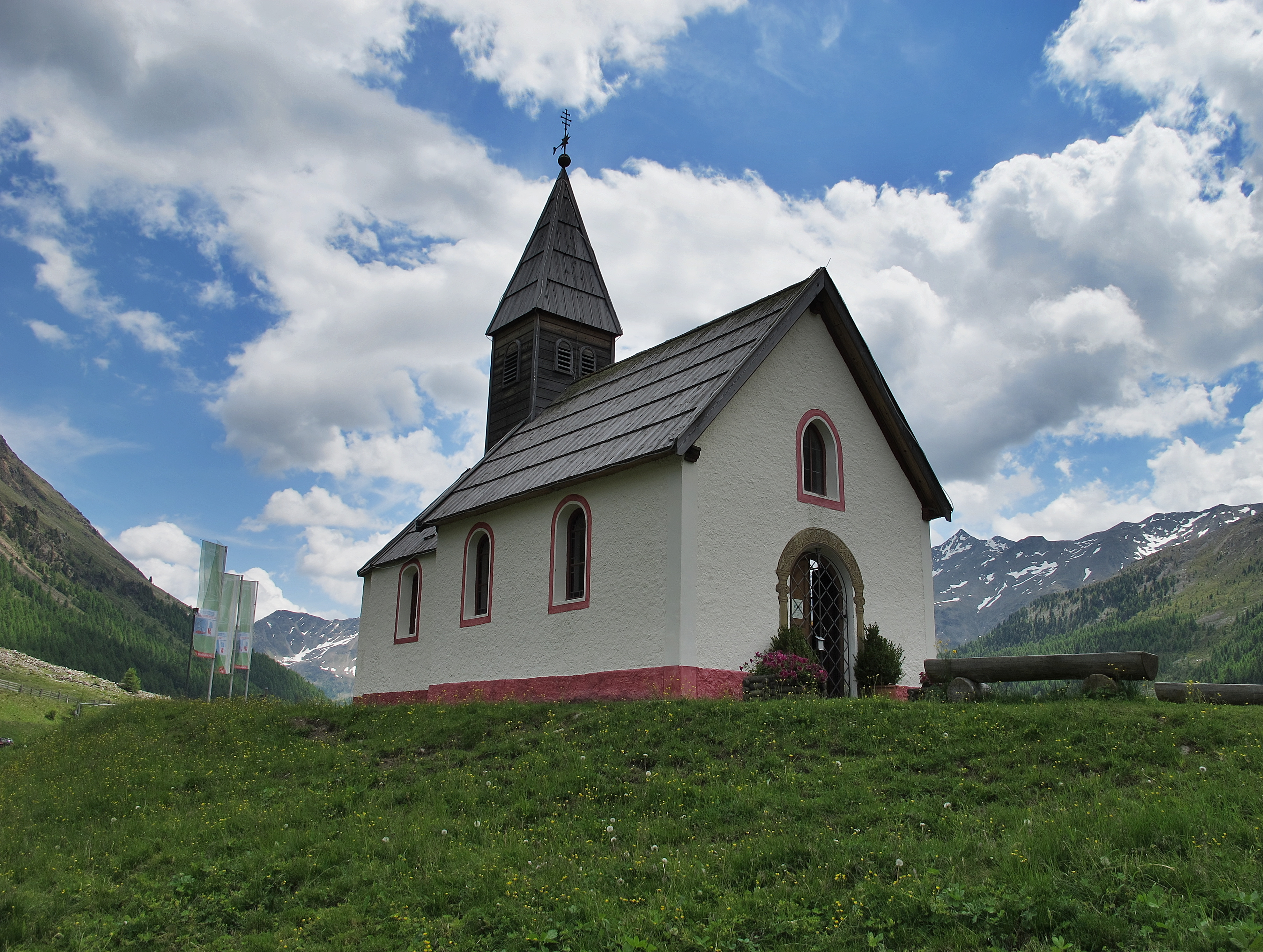
Kapelle
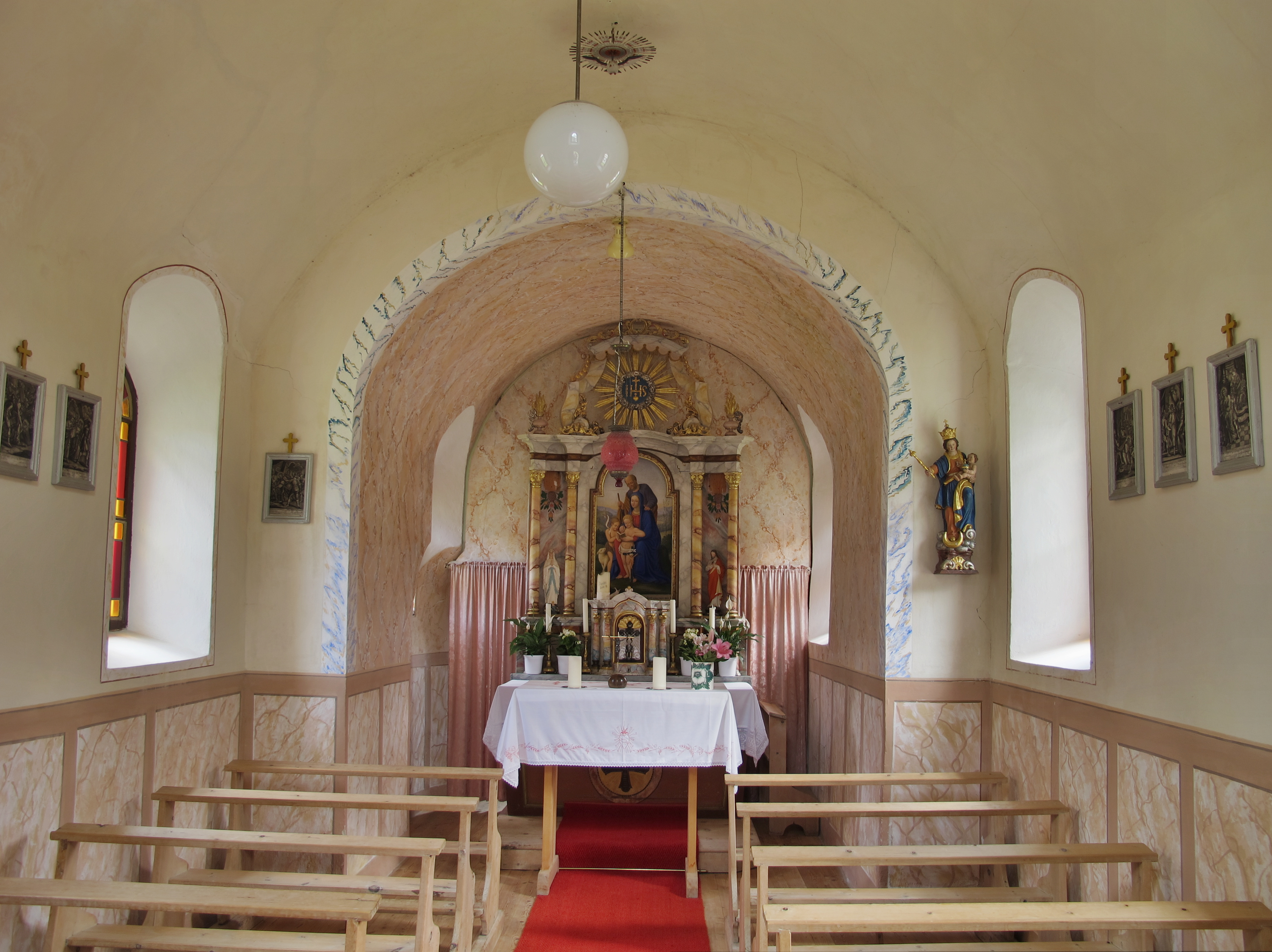
Innenansicht der Kapelle
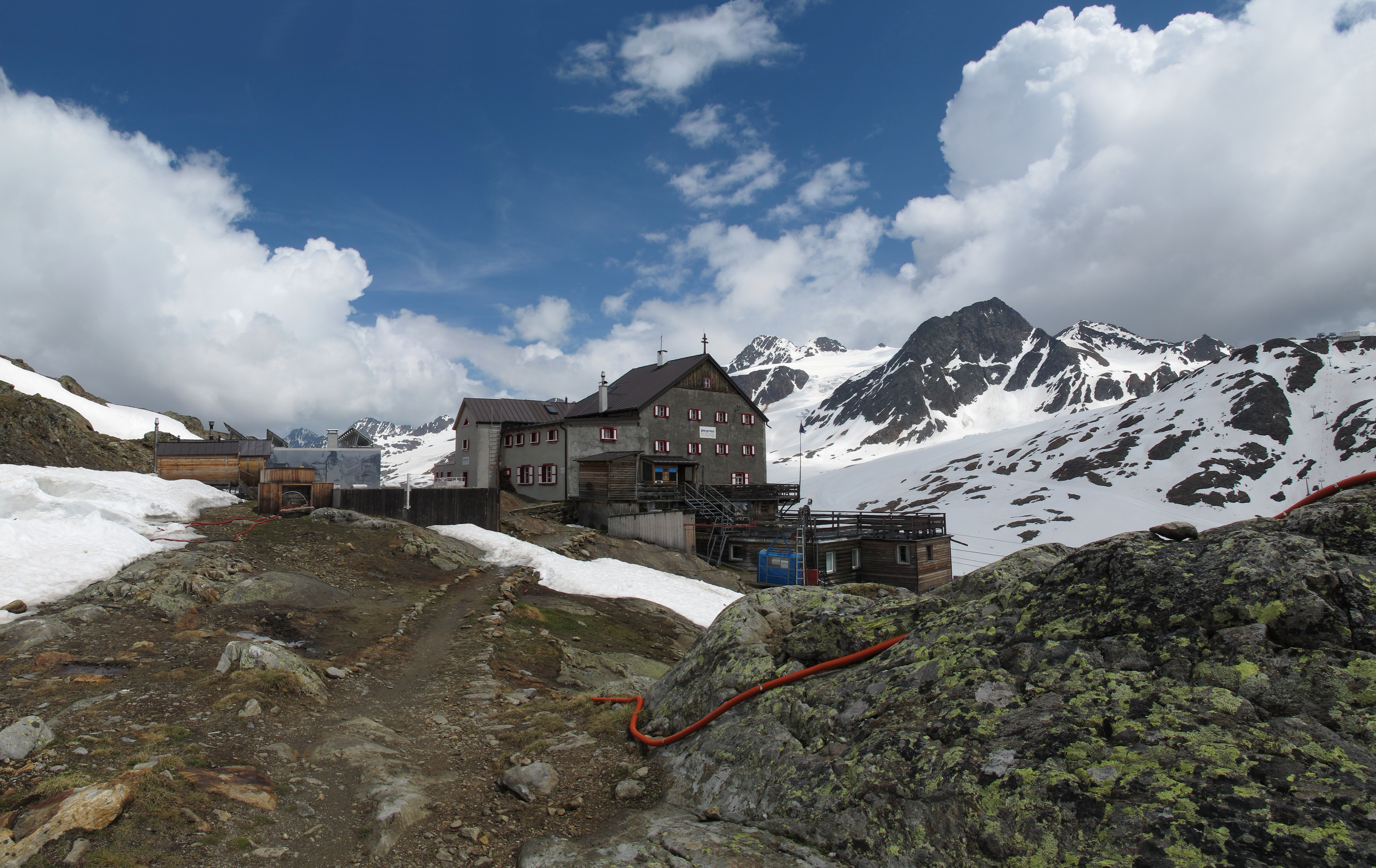
Hütte „Schöne Aussicht“